# Прапор Сарненського району
Пра́пор Са́рненського райо́ну затверджено розпорядженням голови Сарненської райдержадміністрації № 140 від 2 квітня 2003 року.
Автори прапора — Юрій Терлецький та Богдан Прищепа.

## Опис
Прапор Сарненського району являє собою жовто-зелене полотнище з трьома горизонтальними смугами: дві зелені по краях і жовта в середині. А у лівій частині, на жовтій смузі, розташований головний елемент герба — сарна у стрибку.